# Leichtathletik-Halleneuropameisterschaften 2019/Teilnehmer (Norwegen)
| Gelbes Symbol für Goldmedaillen mit stilisierten Olympischen Ringen | Graues Symbol für Silbermedaillen mit stilisierten Olympischen Ringen | Braundes Symbol für Bronzemedaillen mit stilisierten Olympischen Ringen |
| ------------------------------------------------------------------- | --------------------------------------------------------------------- | ----------------------------------------------------------------------- |
| 2                                                                   | 1                                                                     | 1                                                                       |

Aus Norwegen starteten fünf Athletinnen und zwölf Athleten bei den Leichtathletik-Halleneuropameisterschaften 2019 in Glasgow, die vier Medaillen (2 × Gold, 1 × Silber und 1 × Bronze) errangen sowie einen Europarekord einstellten, der gleichzeitig Meisterschafts- und Landesrekord war, und einen weiteren Landesrekord einstellten und auch einen Europäischen U20-Rekord aufstellten.
Der norwegische Leichtathletikverband Norges Friidrettsforbund (NFIF) gab am 21. Februar 2019 die 19-köpfige Mannschaft bekannt. Am 27. Februar teilte Hürdenläufer Vladimir Vukicevic mit, dass er wegen einer Grippe nicht teilnehmen könne und Sprinter Jonathan Quarcoo musste fast zeitgleich wegen einer Muskelverletzung absagen.

## Ergebnisse

### Frauen

#### Laufdisziplinen
| Athletin                  | Disziplin | Vorlauf     | Vorlauf | Halbfinale         | Halbfinale         | Finale             | Finale             |
| Athletin                  | Disziplin | Zeit        | Platz   | Zeit               | Platz              | Zeit               | Platz              |
| ------------------------- | --------- | ----------- | ------- | ------------------ | ------------------ | ------------------ | ------------------ |
| Ezinne Okparaebo          | 60 m      | 7,27 s =SB  | 8       | 7,32 s             | 12                 | nicht qualifiziert | nicht qualifiziert |
| Helene Rønningen          | 60 m      | 7,41 s =SB  | 25      | nicht qualifiziert | nicht qualifiziert | nicht qualifiziert | nicht qualifiziert |
| Hedda Hynne               | 800 m     | 2:05,73 min | 16      | nicht qualifiziert | nicht qualifiziert | nicht qualifiziert | nicht qualifiziert |
| Karoline Bjerkeli Grøvdal | 3000 m    | –––         | –––     | –––                | –––                | 8:52,12 min        | 5                  |

#### Sprung/Wurf
| Athletin       | Disziplin  | Qualifikation | Qualifikation | Finale             | Finale             |
| Athletin       | Disziplin  | Höhe          | Platz         | Höhe               | Platz              |
| -------------- | ---------- | ------------- | ------------- | ------------------ | ------------------ |
| Tonje Angelsen | Hochsprung | 1,89 m        | 14            | nicht qualifiziert | nicht qualifiziert |

### Männer

#### Laufdisziplinen
| Athlet               | Disziplin | Vorlauf                         | Vorlauf | Halbfinale         | Halbfinale         | Finale             | Finale             |
| Athlet               | Disziplin | Zeit                            | Platz   | Zeit               | Platz              | Zeit               | Platz              |
| -------------------- | --------- | ------------------------------- | ------- | ------------------ | ------------------ | ------------------ | ------------------ |
| Amund Høie Sjursen   | 60 m      | 6,79 s                          | 25      | nicht qualifiziert | nicht qualifiziert | nicht qualifiziert | nicht qualifiziert |
| Karsten Warholm      | 400 m     | 47,05 s                         | 4       | 45,95 s            | 1                  | 45,05 s CR =ER     | Gold               |
| Markus Einan         | 800 m     | 1:49,14 min                     | 15      | nicht qualifiziert | nicht qualifiziert | nicht qualifiziert | nicht qualifiziert |
| Thomas Roth          | 800 m     | 1:50,42 min                     | 28      | nicht qualifiziert | nicht qualifiziert | nicht qualifiziert | nicht qualifiziert |
| Ferdinand Kvan Edman | 1500 m    | 3:51,43 min                     | 23      | –––                | –––                | nicht qualifiziert | nicht qualifiziert |
| Filip Ingebrigtsen   | 1500 m    | DQ (R163.3 (b) Bahnübertretung) | –       | –––                | –––                | nicht qualifiziert | nicht qualifiziert |
| Jakob Ingebrigtsen   | 1500 m    | 3:42,00 min                     | 1       | –––                | –––                | 3:43,23 min        | Silber             |
| Henrik Ingebrigtsen  | 3000 m    | 7:53,80 min                     | 9       | –––                | –––                | 7:57,19 min        | Bronze             |
| Jakob Ingebrigtsen   | 3000 m    | 7:51,20 min EU20R               | 1       | –––                | –––                | 7:56,15 min        | Gold               |
| Per Svela            | 3000 m    | 8:02,62 min                     | 20      | –––                | –––                | nicht qualifiziert | nicht qualifiziert |

#### Sprung/Wurf
| Athlet             | Disziplin      | Qualifikation | Qualifikation | Finale             | Finale             |
| Athlet             | Disziplin      | Höhe/Weite    | Platz         | Höhe/Weite         | Platz              |
| ------------------ | -------------- | ------------- | ------------- | ------------------ | ------------------ |
| Sondre Guttormsen  | Stabhochsprung | 5,70 m        | 3             | 5,55 m             | 6                  |
| Amund Høie Sjursen | Weitsprung     | NM            | –             | nicht qualifiziert | nicht qualifiziert |
| Marcus Thomsen     | Kugelstoßen    | 20,41 m       | 6             | 20,22 m            | 7                  |

#### Siebenkampf
| Athlet     | Disziplin | 60 m   | Weitsprung | Kugelstoßen | Hochsprung | 60 m Hürden | Stabhochsprung | 1000 m         | Punkte   | Platz |
| ---------- | --------- | ------ | ---------- | ----------- | ---------- | ----------- | -------------- | -------------- | -------- | ----- |
| Martin Roe | Ergebnis  | 7,03 s | 7,53 m     | 15,60 m     | 1,92 m     | 8,36 s PB   | 4,90 m =PB     | 2:46,17 min PB | 5951 =NR | 7     |
| Martin Roe | Punkte    | 872    | 942        | 827         | 731        | 893         | 880            | 806            | 5951 =NR | 7     |